# آيت وغرضة (سيروا)
آيت وغرضة هي إحدى مشيخات المملكة المغربية، تتبع جغرافيا لإقليم ورززات وإداريًا لسيروا. يقدر عدد سكانها بـ 4452 نسمة حسب الإحصاء الرسمي للسكان والسكنى لسنة 2004.